# Sigma Ophiuchi
Sigma Ophiuchi (σ Ophiuchi , förkortat Sigma Oph, σ Oph) som är stjärnans Bayerbeteckning, är en jättestjärna belägen i den mellersta delen av stjärnbilden Ormbäraren. Den har en genomsnittlig skenbar magnitud på 4,31 och är synlig för blotta ögat. Baserat på parallaxmätning inom Hipparcosuppdraget på ca 3,6 mas, beräknas den befinna sig på ett avstånd av ca 900 ljusår (280 parsek) från solen.

## Egenskaper
Sigma Ophiuchi är en orange till röd jättestjärna av spektralklass K2III. Den har en massa som är 4,9 gånger solens massa och en uppskattad radie som är ca 73,3 gånger större än solens. Den utsänder från dess fotosfär drygt 2 000  gånger mera energi än solen vid en effektiv temperatur på ca 4 540 K .